# Alexandra Breckenridge
Alexandra Hetherington Breckenridge, född 15 maj 1982 i Bridgeport, Connecticut, är en amerikansk skådespelare. Breckenridge har bland annat medverkat i TV-serier som American Horror Story, This Is Us och Virgin River.

## Filmografi i urval
- 2000 – Dawson's Creek (TV-serie)
- 2002 – Förhäxad (TV-serie)
- 2002 – Buffy och vampyrerna (TV-serie)
- 2002 – Big Fat Liar
- 2004 – CSI: Crime Scene Investigation (TV-serie)
- 2004 – På heder och samvete (TV-serie)
- 2005 – Medium (TV-serie)
- 2006 – She's the Man
- 2011 – True Blood (TV-serie)
- 2011–2013 – American Horror Story (TV-serie)
- 2015–2016 – The Walking Dead (TV-serie)
- 2017–2018 – This Is Us (TV-serie)
- 2019–2023 – Virgin River (TV-serie)